# Гондурасская академия языка
Гондурасская академия языка (исп. Academia Hondureña de la Lengua, AHL) — некоммерческая культурная ассоциация Гондураса, миссия которой заключается в сохранении и развитии испанского языка и других языков народов страны. Основана 28 декабря 1948 года в Тегусигальпе, входит в состав Ассоциации академий испанского языка, поддерживает связи с испаноязычными лингвистическими ассоциациями в других странах мира.
В состав Академии входят эксперты в таких областях знаний, как филология, лингвистика, литературоведение, история, когнитивные науки, а также признанные писатели.

## История
Академия является преемницей научно-литературной академии республики Гондурас, основанной в 1888 году. В современном виде Академия была учреждена на учредительном собрании 28 декабря 1948 года, проведенного в резиденции доктора Эстебана Гуардиолы. Членами-учредителями Академии были Эстебан Гуардиола (первый директор), доктор Сильверио Лайнес, Алехандро Альфаро Арриага, Хуан Б. Валладарес Р., доктор Рафаэль Элиодоро Валле, доктор Хулиан Лопес Пинеда, доктор Луис Андрес Суньига, доктор Маркос Кариас Рейес, генерал Хоакин Бонилья, доктор Карлос М. Гальвес, профессор Карлос Исагирре, Антонио Очоа Алькантара и Селео Мурильо Сото.
На учредительном собрании Академии также присутствовал Мануэль Аснар, дедушка будущего премьер-министра Испании Хосе Мария Аснара, который затем присутствовал в качестве представителя Испании на инаугурации нового правительства Гондураса 1 января 1949.
Академия на протяжении своей истории отличалась динамичностью деятельности, несмотря на обстоятельства.
В 1998 году библиотеке Академии был причинён большой урон ураганом Митч, после чего правительством и общественностью страны предпринимаются большие усилия по восстановлению бесценного библиографического фонда.
В преддверии празднования 400-летия знаменитого романа Сервантеса «Дон-Кихот» Гондурасская академии языка выступила с инициативой распространения в испаноязычных странах юбилейного издания романа, отредактированного Королевской академией испанского языка совместно с другими академиями испанского языка, тиражом около миллиона экземпляров. Как отметил тогдашний директор Академии Оскар Акоста, «ассоциация академий испанского языка на конгрессе в Пуэрто-Рико в 2002 году обсудила наиболее подходящий способ отпраздновать четырёхсотлетие публикации „Дон-Кихота“. Некоторые директора академий предложили провести конкурс произведений о жизни и творчестве Мигеля де Сервантеса, другие коллеги — опубликовать книгу очерков с новыми подходами к „Дон-Кихоту“, третьи — провести конкурс для подготовки кантаты или симфонического концерта о Рыцаре печального образа, была также идея создания в Мадриде или Ла-Манче гигантской росписи, наподобие выполненной Освальдо Гуаясамином в аэропорту Барахас, и другие предложения. Тогда я, опираясь на свой опыт редакторской работы, предложил напечатать издание „Дон-Кихота“ Quixote в общедоступном формате, с учётом обесценения национальных валют некоторых стран Латинской Америки, и эта идея была принята консенсусом».
Академия внесла ценный вклад в 22-е издание словаря испанского языка (2001): в это издание было включено 1950 слов гондурасского варианта
испанского языка (в предыдущем, 21-м издании 1992 года было зарегистрировано 302 «гондурасизма»). Таким образом, в нём насчитывается около 2782 слов, в том числе 400 гондурасских, что делает гондурасцев, говорящих на испанском языке, одним из крупнейших «доноров» новых лексических элементов в этом издании словаря.
В 1957 году, с подписанием Договора о культурном обмене между Испанией и Гондурасом, оба правительства обязались «оказывать поддержку (…) их соответствующим языковым академиям». А с 1960 года, с ратификацией в Колумбии Многостороннего соглашения об ассоциации академий испанского языка, Академия пользуется поддержкой правительства Гондураса, поскольку «каждое подписавшее правительство обязуется оказывать моральную и экономическую поддержку своей соответствующей национальной академии испанского языка, или предоставить помещение и выделить средства, необходимые для её работы».
В конце 2011 года в связи с ростом числа нападений на СМИ и «иррациональную эскалацию насилия, которая уносила жизни журналистов и видных гондурасцев», Академия опубликовала заявление «о свободе выражения мнений и толерантности, с убеждённостью в достижении своей миссии защиты и обогащения языка», где упоминалось, что свободное движение и выражение идей имеет важное значение.
С января 2012 года, после презентации в Культурном центре Испании в Тегусигальпе принцем Астурийским Виртуальной библиотеки Сервантеса произошло объединение Национальной библиотеки Гондураса, Национального автономного университета Гондураса и Национального педагогического университета имени Франсиско Морасана в рамках Национальной комиссии виртуальной библиотеки гондурасской литературы: «Веха, которая наполняет гордостью всех, живущих на родине языка, который нас объединяет».

## Публикации

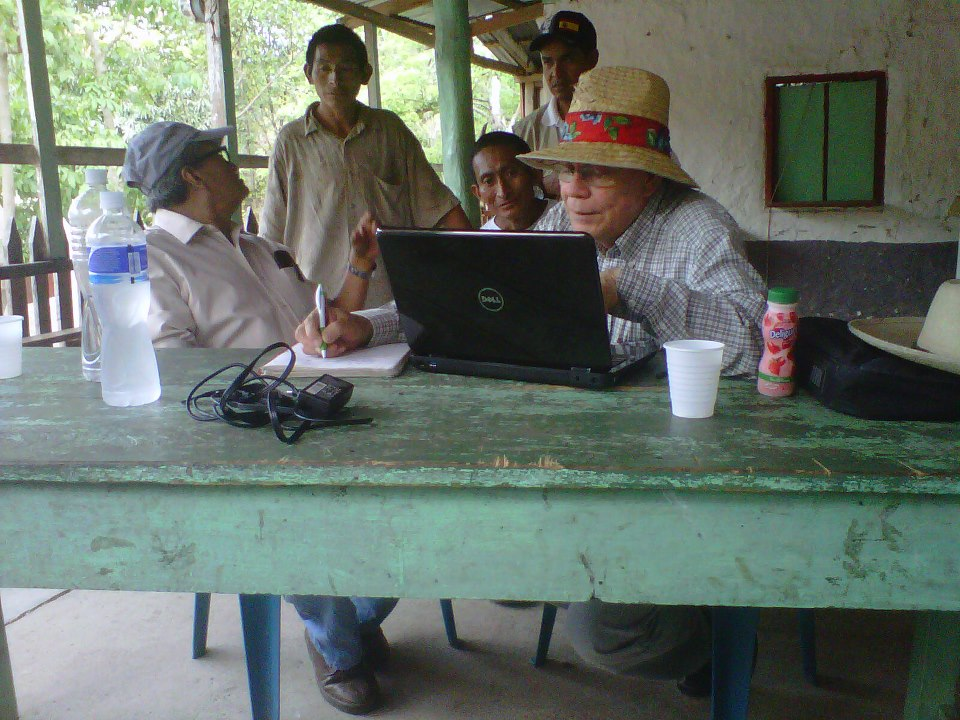
Обсуждение Словаря языков Гондураса с носителями тольского языка

- С 1948 года выходит журнал Гондурасской академии языка, который по предложению писателя Карлоса Исагирре был назван «Hibueras».
- В 2005 году Академия издала Словарь лексики гондурасского испанского (исп. Diccionario de Hondureñismos)[7], в котором «предоставляет народу Гондураса продукт лексикографического наследия, используемого в культурной и социальной практике. Язык принадлежит людям, которые говорят на нём, язык сделан изо дня в день. Эта гондурасская лексика является свидетельством идентичности, индивидуальности, изобретательности и творчества людей».
- В 2009 году Академия совместно с Культурным центром Испании в Тегусигальпе[исп.] (CCET) опубликовала сборник сочинений и статей о культуре Гондураса писателя и дипломата Луиса Мариньяса Отеро[исп.][8].
- В 2013 году Академия издала Словарь языков Гондураса (исп. Diccionario de las Lenguas de Honduras). Работа велась под руководством писателя Виктора Мануэля Рамоса[исп.], предисловие к словарю составил посол Испании в Гондурасе Луис Бельсус[исп.], который отмечал: «Уникальный Словарь языков Гондураса является результатом более чем трехлетней работы и тщательных исследований, проведённых под руководством Его Превосходительства доктора и члена Гондурасской академии языка Виктора Мануэля Рамоса при поддержке Культурного центра Испании в Тегусигальпе в рамках деятельности Испанского агентства по международному сотрудничеству в целях развития в целях сохранения богатого нематериального наследия потомков выходцев из Африки и коренных языков народов Гондураса»[9].

## Члены Академии
В состав Академии в различные периоды входили такие деятели как Эуфемиано Кларос, Аугусто Монтерросо, Элисео Перес Кадальсо, Хорхе Фидель Дюрон, Мануэль Салинас Пагуада и Летисия де Оуэла.

### Члены Академии по порядку избрания
- Эрнан Каркамо Терсеро[10]
- Оскар Акоста
- Орландо Энрикес
- Атанасио Эрранс
- Рафаэль Лейва Вивас
- Хуан Антонио Медина Дюрон
- Карлос Р. Кортес
- Маркос Кариас Сапата
- Мария Эльба Ньето Сеговия
- Элен Уманья
- Ливио Рамирес Лосано
- Виктор Мануэль Рамос Ривера
- Сара Ролла
- Нери Алексис Гайтан
- Адалус Пинеда де Гальвес
- Лесли Кастехон Гевара
- Галель Карденас Амадор
- Рамон Эрнандес Торрес
- Хуан Рамон Мартинес Бардалес
- Хосе Антонио Фунес Родригес
- Рауль Сесар Аречавала
- Фелипе Ривера Бургос
- Марта Сусана Прието
- Сегисфредо Инфанте Техеда
- Кальтон Арольд Брюль
- Роландо Каттан
- Эрнесто Бонди Рейес

### Избранные академики
- Анибаль Дельгадо Фиаллос[11]

## Штаб-квартира
Штаб-квартира Гондурасской академии языка была изначально расположена в Тегусигальпе на углу 1-й авеню и 3-й улицы в районе Комаягуэла, и занимала одно здание с Гондурасской академией географии и истории. Наводнение, вызванное ураганом «Митч» в 1998 году, разрушило это здание, и из-за близости реки Рио-Гранде и риска нового наводнения городские власти сочли нецелесообразным его реконструировать. В итоге за счёт средств Испанского агентства международного сотрудничества в целях развития (AECID) была построена новая штаб-квартира Академии на базе старой школы для взрослых в историческом районе Тегусигальпы Калле-де-ла-Фуэнте.
На церемонии открытия новой штаб-квартиры Академии министр культуры Гондураса Родольфо Пастор Фаскель отметил: «Есть и другие вещи, которые Академия должна сделать, что было бы справедливо, поскольку мы помогаем ей со стороны правительства и, в частности, Министерства культуры. В частности, я считаю, что она должна играть более активную роль в защите культурных процессов, связанных с языком: в первую очередь в издательской деятельности, а также в поддержке коммуникационных индустрий. В связи с увеличением прямой поддержки центрального правительства я обязуюсь включить в бюджет Министерства культуры ассигнования на поддержку конкретных проектов такого рода, но взамен мы ожидаем поддержки Академии для обеспечения спасения и продвижения других языков Гондураса — это обязательство, которое должно быть частью соглашения, посредством которого оно выполняется. В этих направлениях мы должны выполнить свой исторический долг, взять на себя неизбежную приверженность этим родным языкам».
Ежегодно в рамках стипендиальной программы Becas MAEC Архивная копия от 13 января 2016 на Wayback Machine «I.D: стипендии для иностранцев из стран со штаб-квартирой академии испанского языка, ассоциированных с Королевской академией испанского языка (RAE) для стажировок в рамках сотрудничества» в штаб-квартире Академии работают два учёных-стипендиата.